# Siderostigma symbolica
Siderostigma symbolica är en fjärilsart som beskrevs av Lancelot A. Gozmany 1973. Siderostigma symbolica ingår i släktet Siderostigma och familjen Lecithoceridae. Inga underarter finns listade i Catalogue of Life.